# Полицикл

Полицикл, в который входит седловая особая точка (два раза), и две её сепаратрисные связки, а также его отображение Пуанкаре

Полицикл векторного поля (также используется термин сепаратрисный многоугольник) — это замкнутая инвариантная кривая, состоящая из особых точек и соединяющих их отрезков фазовых кривых. Различные задачи, связанные с предельными циклами (такие как проблема Дюлака, 16-я проблема Гильберта, проблема Гильберта-Арнольда и др.) зачастую сводятся к изучению бифуркаций векторных полей, содержащих полициклы. Поскольку векторное поле задаёт автономное дифференциальное уравнение и соответствующую динамическую систему, говорят также о полициклах уравнений и систем.

## Формальное определение
Полициклом векторного поля называется циклически занумерованный набор особых точек {\displaystyle p_{1},\ldots ,p_{n}} (возможно, с повторениями) и набор дуг фазовых кривых {\displaystyle \gamma _{1},\ldots ,\gamma _{n}} (без повторений), последовательно соединяющих указанные особые точки — то есть дуга {\displaystyle \gamma _{j}} соединяет точки {\displaystyle p_{j}} и {\displaystyle p_{j+1}}, где {\displaystyle p_{n+1}\equiv p_{1}}, {\displaystyle j=1,\ldots ,n}.

## Цикличность полицикла
Говоря неформально, цикличность полицикла — это количество предельных циклов, «рождающихся из полицикла» в результате малого возмущения системы. Чтобы придать этому определению строгий смысл, необходимо указать, какие именно малые возмущения рассматриваются — иными словами, включить систему с полициклом в некоторое семейство. Точное определение звучит следующим образом: